# 척수신경

척수신경(脊髓神經, spinal nerve)은 척수에서 갈라져 나와 온 몸으로 퍼지는 신경 다발을 의미한다. 총 31쌍으로 구성되어 목신경 8쌍, 가슴신경 12쌍, 허리신경 5쌍, 엉치신경 5쌍, 꼬리신경 1쌍으로 구성된다. 척수신경은 운동, 감각, 자율 신호를 모두 전달할 수 있는 혼합 신경이다.
척수에서 나온 앞뿌리와 뒷뿌리의 신경 섬유는 척수신경으로 합쳐져 척추사이구멍으로 들어간다. 척추사이구멍에서 나오자마자 굵은 앞가지(ventral rami)와 가느다란 뒤가지(dorsal rami)로 갈라진다. 척추신경의 뒷가지는 등의 깊은 근육과 그 위를 덮고 있는 피부에 신경 섬유들을 공급한다. 앞가지의 제2가슴신경(T2)부터 제11가슴신경(T11)까지는 그대로 갈비사이신경이 되지만, 그 이외의 신경들은 목신경얼기, 팔신경얼기, 허리엉치신경얼기 등의 복잡한 구조물을 형성한다.
목신경얼기에서 형성된 신경은 머리 뒤쪽과 일부 목 근육을 지배한다. 팔신경얼기는 상지로 가는 신경(근육피부신경, 노신경, 자신경, 정중신경, 겨드랑신경) 등을 내보낸다. 허리엉치신경얼기는 골반부로 가는 신경이나 하지로 가는 신경(넙다리신경, 궁둥신경, 폐쇄신경) 등을 내보낸다.

## 지역 신경

### 목신경
경신경은 척수의 경추 부분에 있는 경추에서 나오는 척수 신경이다.

### 가슴신경
흉신경은 흉추에서 나오는 12개의 척수신경이다.

#### 앞신경갈래
늑간 신경(intercostal nerve)은 흉부 신경 T1~T11에서 나오며 갈비뼈 사이를 지나간다. T2와 T3에서는 추가 가지가 갈비사이위팔신경(intercostobrachial nerve)을 형성한다. 늑하 신경(subcostal nerve)은 T12 신경에서 나오며 12번째 갈비뼈 아래로 이어진다.

#### 뒤신경갈래
상부 6개 흉부 신경의 후방 분지의 내측 가지(medial branch 또는 ramus medialis)는 등반가시근(semispinalis thoracis 또는 semispinalis dorsi, 흉반극근, 가슴 반가시근)과 뭇갈래근(multifidus, 다열근) 사이를 지나가며 이를 공급한다. 그런 다음 마름근(rhomboid)과 승모근(trapezius muscle)을 관통하고 극돌기(spinous process) 측면의 피부에 도달한다.

### 허리신경
요신경은 요추에서 나오는 5개의 척수신경이다.

#### 뒤신경갈래
요추 신경의 후방 분할의 내측 가지는 척추의 관절 돌기에 가깝게 뻗어 있으며 뭇갈래근(multifidus muscle, 다열근)에서 끝난다.

#### 앞신경갈래
요추 신경의 앞부분(rami anteriores)은 위에서 아래로 크기가 증가한다.

### 엉치신경
천골신경은 척추의 하단에 있는 엉치뼈에서 나오는 5쌍의 척수 신경이다.

### 꼬리신경
양측 미골신경(Co)은 척수 신경의 31번째 쌍이다.

## 같이 보기
- 말초신경계